# Edmund P. Radwan

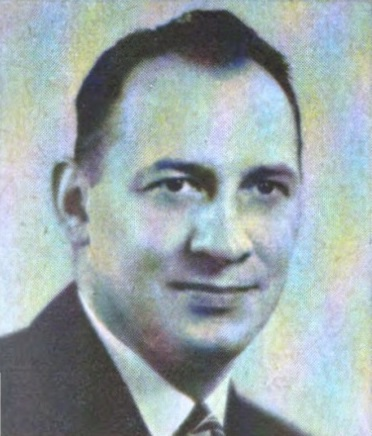
Edmund P. Radwan

Edmund Patrick Radwan (* 22. September 1911 in Buffalo, New York; † 7. September 1959 ebenda) war ein US-amerikanischer Politiker. Zwischen 1951 und 1959 vertrat er den Bundesstaat New York im US-Repräsentantenhaus.

## Werdegang
Edmund Radwan besuchte die öffentlichen Schulen seiner Heimat. Zwischen 1929 und 1934 war er Leichtathletiktrainer an der East High School in Buffalo. Nach einem gleichzeitigen Jurastudium an der University of Buffalo und seiner 1934 erfolgten Zulassung als Rechtsanwalt begann er in Buffalo in diesem Beruf zu arbeiten. In den Jahren 1938 bis 1940 war er auch juristischer Vertreter der Gemeinde Sloan. Während des Zweiten Weltkrieges diente er zwischen 1943 und 1945 als Korporal in der US Army. Politisch schloss er sich der Republikanischen Partei an. Zwischen 1945 und 1950 saß er im Senat von New York.
Bei den Kongresswahlen des Jahres 1950 wurde Radwan im 43. Wahlbezirk von New York in das US-Repräsentantenhaus in Washington, D.C. gewählt, wo er am 3. Januar 1951 die Nachfolge des Demokraten Anthony F. Tauriello antrat. Nach drei Wiederwahlen konnte er bis zum 3. Januar 1959 vier Legislaturperioden im Kongress absolvieren. Diese waren von den Ereignissen des Kalten Krieges, des Koreakrieges und der beginnenden Bürgerrechtsbewegung geprägt. Seit 1953 vertrat er den 41. Distrikt seines Staates.
Im Jahr 1958 verzichtete Edmund Radwan auf eine weitere Kandidatur. Er starb am 7. September 1959 in Buffalo, wo er auch beigesetzt wurde.